# 川上渓谷
川上渓谷（かわかみけいこく）は、大分県豊後大野市緒方町尾平鉱山の大野川水系の奥岳川（奥嶽川）の支流にある渓谷。奥岳渓谷、奥嶽渓谷とも呼ばれる。祖母傾国定公園に指定されている。

## 概要
宮崎県との県境近く、祖母山系に源を発する奥岳川の源流部にある。祖母山の奇峰を背後に、原生林が茂る中、花崗岩が形成するV字谷を渓流が流れる様は、祖母山系に数多くある渓谷の中で最も美しい渓谷であるとも評される。
渓谷は、豊の国名水15選に選定されており、周囲に繁るモミ、ツガ、カヤ、アカマツなどの針葉樹林とシデ、ケヤキ、カエデなどの広葉樹林が混生した原生林は、学術保護林に指定されるとともに、森林浴の森100選にも選ばれている。
渓谷への入口にあたる尾平付近には、祖母山麓尾平青少年旅行村があり、プールや通年のキャンプ場が整備されている。
奥岳川のさらに上流には川上本谷、ウルシワ谷、三枚谷などがあり、やや下流には滞迫峡（たいざこきょう）がある。

## 交通
- 鉄道・バス：
  - JR九州豊肥本線緒方駅下車。豊後大野市営おがたコミュニティーバスで約70分、尾平鉱山停留所下車、徒歩約30分
  - JR九州豊肥本線豊後竹田駅下車。大野竹田バス米山経由緒方行き約22分、米山停留所下車。豊後大野市営おがたコミュニティーバスに乗り換え約50分、尾平鉱山停留所下車、徒歩約30分